# Daliang
Daliang (chinesisch 大良鎮 / 大良镇, Pinyin Dàliáng Zhèn) ist eine Großgemeinde im Norden des Stadtbezirks Wuqing der Regierungsunmittelbaren Stadt Tianjin. Daliang hat eine Fläche von 80,2 km² und 39.379 Einwohner (Ende 2010). Im Süden der Großgemeinde, umgeben von den Dörfern Daliang, Beixiaoliang, Haiziwa und Tundizhuang, liegt die „Bodenstation Wuqing“ (武清站) der Nationalen Astronomischen Observatorien der Chinesischen Akademie der Wissenschaften mit der Navigations- und Kommunikationszentrale Tianjin. 
Dort begann im Oktober 2018 als Teil des Bodensegments der Mars-Mission Tianwen-1 der Bau einer großen Parabolantenne mit 70 m Durchmesser, bis zur Fertigstellung des Qitai-Teleskops (110 m) das größte vollständig schwenkbare Radioteleskop Asiens.
Am 3. Februar 2021 fand die Abnahme der fertiggestellten Antenne statt.

## Geschichte
Als administrative Einheit ist Daliang noch sehr jung. Die heutige Großgemeinde geht zurück auf zwei Volkskommunen, die 1958 in den heutigen Dörfern Daliang und Shuangshu gegründet wurden. 1983 wurden die beiden Volkskommunen aufgelöst und in Gemeinden umgewandelt. 1990 wurde Daliang dann zur Großgemeinde hochgestuft. 1996 hatte die Großgemeinde Daliang eine Fläche von 41 km² und eine Bevölkerung von 26.000 Einwohnern, die Gemeinde Shuangshu eine Fläche von 37 km² und 16.000 Einwohner. 2001 wurde schließlich die Gemeinde Shuangshu aufgelöst und ihre Dörfer in die Großgemeinde Daliang integriert.

## Administrative Gliederung
Daliang setzt sich aus einer Einwohnergemeinschaft und 55 Dörfern zusammen (Stand 2017). Diese sind:
| Einwohnergemeinschaft Muxiuyuan (木秀园社区) Dorf Daliang (大良村), Regierungssitz der Großgemeinde Dorf Yanzhuang (闫庄村) Dorf Xisuzhuang (西苏庄村) Dorf Houjiazhuang (侯家庄村) Dorf Qianshatuo (前沙坨村) Dorf Houshatuo (后沙坨村) Dorf Panggezhuang (庞各庄村) Dorf Datiesu (打铁苏村) Dorf Enjiazhuang (恩家庄村) Dorf Liujiawu (刘家务村) Dorf Maxinzhuang (马辛庄村) Dorf Liqianhu (李千户村) Dorf Xiaozhouzhuang (小周庄村) Dorf Yingmenzhao (营门赵村) Dorf Anjiawu (安家务村) Dorf Tundizhuang (屯底庄村) Dorf Xizhaozhuang (西赵庄村) Dorf Jiantuzhuang (碱土庄村) | Dorf Houying (后营村) Dorf Dongying (东营村) Dorf Xiying (西营村) Dorf Chaomizhuang (炒米庄村) Dorf Yangchang (杨场村) Dorf Dongcuizhuang (东崔庄村) Dorf Beixiaoliang (北小良村) Dorf Yangxinfang (杨辛房村) Dorf Haiziwa (海自洼村) Dorf Xiangyang (向阳村) Dorf Beixiaoying (北小营村) Dorf Yaoshang (姚上村) Dorf Huangxinzhuang (黄辛庄村) Dorf Jinxinzhuang (金辛庄村) Dorf Zhangzhuang (张庄村) Dorf Huosi (霍寺村) Dorf Qianganzhuang (前赶庄村) Dorf Houganzhuang (后赶庄村) Dorf Nanzhaozhuang (南赵庄村) | Dorf Qianyisi (前迤寺村) Dorf Zhongyisi (中迤寺村) Dorf Houyisi (后迤寺村) Dorf Shuangshu (双树村) Dorf Caigezhuang (蔡各庄村) Dorf Xiaowangfu (小王甫村) Dorf Fuyingtun (富官屯村) Dorf Mengcun (蒙村村) Dorf Mengxinzhuang (蒙辛庄村) Dorf Nansibaihu (南四百户村) Dorf Xiaohe (小河村) Dorf Beizhaozhuang (北赵庄村) Dorf Xiaoshibaihu (小十百户村) Dorf Dashibaihu (大十百户村) Dorf Shangjiubaihu (上九百户村) Dorf Erbaihu (二百户村) Dorf Beisibaihu (北四百户村) Dorf Tianshuipu (田水铺村) |